# Flèche wallonne 2007
La course cycliste Flèche wallonne a eu lieu en 2007 le 25 avril.

## Présentation

### Equipes
La Flèche wallonne figurant au calendrier du ProTour, les 20 UCI Proteams sont présentes, auxquelles il faut ajouter les 5 équipes continentales invitées.
| ProTeams (19)- Caisse d'Épargne - Euskaltel-Euskadi - CSC - T-Mobile - Liquigas - Astana - Saunier Duval-Prodir - Gerolsteiner - Quick Step-Innergetic - Team Milram - Predictor-Lotto - Discovery Channel - La Française des jeux - Bouygues Telecom - AG2R Prévoyance - Rabobank - Lampre-Fondital - Cofidis-Le Crédit par Téléphone - Crédit agricole Équipes continentales professionnelles (5)- Agritubel - Barloworld - Chocolade Jacques-Topsport Vlaanderen - Tinkoff Credit Systems - Landbouwkrediet-Tönissteiner |
| |

## Récit de la course
Serguei Ivanov s'échappe du peloton à environ 25 kilomètres de l'arrivée. Il est rejoint à environ 15 kilomètres de l'arrivée par Juan José Cobo. Ils sont ensuite rattrapés par un groupe d'une vingtaine de coureurs qui s'est dissocié du peloton. Joaquin Rodriguez réussit à partir seul. Derrière lui, le peloton fait la jonction avec le groupe poursuivant. Rodriguez resiste jusqu'à quelques centaines de mètres du pied du Mur de Huy. Dans l'ascension finale, à la suite d'accélération de divers coureurs, Matthias Kessler se détache en compagnie de Davide Rebellin, qui le distance dans les dernières dizaines de mètres. Alejandro Valverde et Danilo Di Luca, qui ont dépassé Kessler, terminent respectivement deuxièmes et troisièmes. 

## Classements

### Classement de la course
| \| Classement général \| Classement général \| Classement général \| Classement général \| Classement général \| \| Coureur \| Coureur \| Pays \| Équipe \| Temps \| \| ------------------ \| ------------------ \| ------------------ \| ------------------------------------- \| ------------------ \| \| 1er \| Davide Rebellin \| Italie \| Gerolsteiner \| 4 h 48 min 06 s \| \| 2e \| Alejandro Valverde \| Espagne \| Caisse d'Épargne \| + 6 s \| \| 3e \| Danilo Di Luca \| Italie \| Liquigas \| + 6 s \| \| 4e \| Matthias Kessler \| Allemagne \| Astana \| + 8 s \| \| 5e \| Riccardo Riccò \| Italie \| Saunier Duval-Prodir \| + 8 s \| \| 6e \| Rinaldo Nocentini \| Italie \| AG2R Prévoyance \| + 13 s \| \| 7e \| Fränk Schleck \| Luxembourg \| CSC \| + 16 s \| \| 8e \| John Gadret \| France \| AG2R Prévoyance \| + 19 s \| \| 9e \| Robert Gesink \| Pays-Bas \| Rabobank \| + 19 s \| \| 10e \| Tadej Valjavec \| Slovénie \| Lampre-Fondital \| + 19 s \| \| 11e \| Fabian Wegmann \| Allemagne \| Gerolsteiner \| + 19 s \| \| 12e \| Óscar Freire \| Espagne \| Rabobank \| + 19 s \| \| 13e \| Jelle Vanendert \| Belgique \| Chocolade Jacques-Topsport Vlaanderen \| + 23 s \| \| 14e \| Benoît Salmon \| France \| Agritubel \| + 23 s \| \| 15e \| Manuele Mori \| Italie \| Saunier Duval-Prodir \| + 25 s \| \| 16e \| Xavier Florencio \| Espagne \| Bouygues Telecom \| + 27 s \| \| 17e \| Jérôme Pineau \| France \| Bouygues Telecom \| + 27 s \| \| 18e \| Eduardo Gonzalo \| Espagne \| Agritubel \| + 29 s \| \| 19e \| Philippe Gilbert \| Belgique \| La Française des jeux \| + 31 s \| \| 20e \| Gilberto Simoni \| Italie \| Saunier Duval-Prodir \| + 31 s \| |                    |            |                                       |                 |
| |                    |            |                                       |                 |
| |                    |            |                                       |                 |
| Classement général |                    |            |                                       |                 |
| Coureur | Coureur            | Pays       | Équipe                                | Temps           |
| 1er | Davide Rebellin    | Italie     | Gerolsteiner                          | 4 h 48 min 06 s |
| 2e | Alejandro Valverde | Espagne    | Caisse d'Épargne                      | + 6 s           |
| 3e | Danilo Di Luca     | Italie     | Liquigas                              | + 6 s           |
| 4e | Matthias Kessler   | Allemagne  | Astana                                | + 8 s           |
| 5e | Riccardo Riccò     | Italie     | Saunier Duval-Prodir                  | + 8 s           |
| 6e | Rinaldo Nocentini  | Italie     | AG2R Prévoyance                       | + 13 s          |
| 7e | Fränk Schleck      | Luxembourg | CSC                                   | + 16 s          |
| 8e | John Gadret        | France     | AG2R Prévoyance                       | + 19 s          |
| 9e | Robert Gesink      | Pays-Bas   | Rabobank                              | + 19 s          |
| 10e | Tadej Valjavec     | Slovénie   | Lampre-Fondital                       | + 19 s          |
| 11e | Fabian Wegmann     | Allemagne  | Gerolsteiner                          | + 19 s          |
| 12e | Óscar Freire       | Espagne    | Rabobank                              | + 19 s          |
| 13e | Jelle Vanendert    | Belgique   | Chocolade Jacques-Topsport Vlaanderen | + 23 s          |
| 14e | Benoît Salmon      | France     | Agritubel                             | + 23 s          |
| 15e | Manuele Mori       | Italie     | Saunier Duval-Prodir                  | + 25 s          |
| 16e | Xavier Florencio   | Espagne    | Bouygues Telecom                      | + 27 s          |
| 17e | Jérôme Pineau      | France     | Bouygues Telecom                      | + 27 s          |
| 18e | Eduardo Gonzalo    | Espagne    | Agritubel                             | + 29 s          |
| 19e | Philippe Gilbert   | Belgique   | La Française des jeux                 | + 31 s          |
| 20e | Gilberto Simoni    | Italie     | Saunier Duval-Prodir                  | + 31 s          |

### Classements du ProTour
La course attribue des points au classement UCI ProTour 2007 selon le barème suivant :
| Position           | 1er | 2e | 3e | 4e | 5e | 6e | 7e | 8e | 9e | 10e |
| Classement général | 40  | 30 | 25 | 20 | 15 | 11 | 7  | 5  | 3  | 1   |